# حاسوب محمول متبدل

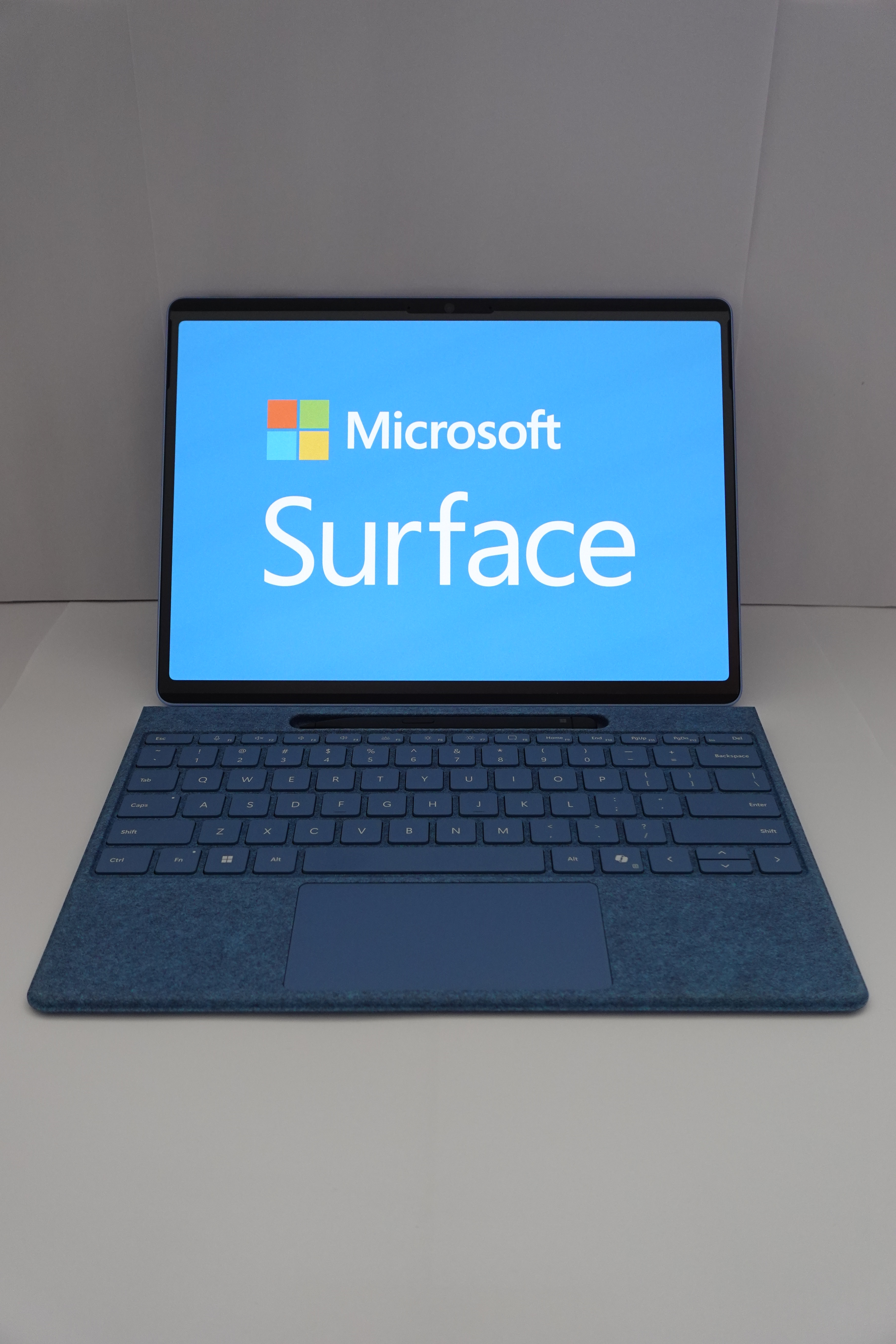
مايكروسوفت سارفيس برو 10 Microsoft Surface Pro 10 حاسوب محمول

الحاسوب المحمول المتبدل (بالإنجليزية: Convertible laptops) أو حاسوب 2 في 1،  هو حاسوب محمول، يملك ميّزات كلاً من الحاسوب المحمول التقليدي والحاسوب المحمول اللوحي، وهذا تحديدا سبب التسمية.
تسميات أخرى: الحاسوب اللوحي 2 في 1، الحاسوب المحمول 2 في 1، الحاسوب اللوحي المحمول، لابلت، تابتوب، أو ببساطة 2 في 1.
تأتي هذ التسمية الجديدة بعد أخرى سابقة لها عكف الصحفيون والمدوّنون في مجال التكنولوجيا على استعمالها للإشارة إلى مثل هذا النوع من الأجهزة، كانت التسمية تميّز بين نوعين من الأجهزة، وذلك بناءا على الطريقة التي يتغير فيها شكل الجهاز من حاسوب محمول تقليدي إلى حاسوب لوحي، والسرّ في ذلك هو لوحة المفاتيح، أطلقوا على الأجهزة التي تملك ميزة يمكن من خلالها إخفاء لوحة المفاتيح بأن تنزلق أو تلتف خلف جسم الحاسوب بالحواسيب المتحوّلة، أما التي تملك لوحة مفاتيح يمكن وصلها أو فصلها عن الجهاز بشكل فوري بالحواسيب الهجينة، أما التسمية الجديدة فهي تجمع كلا النوعين تحت مسمى فئة شقيقة هي حواسيب 2 في 1، يندرج تحت هذه الفئة على التوالي نوعين من الأجهزة بمسمى شبيه لما سبق، حيث تمت تسمية أحدها بحواسيب 2 في 1 المتحوّلة والنوع الآخر بحواسيب 2 في 1 القابلة للانفصال.
على الرغم من استعارة تسمية مشابهة للتسمية القديمة الإ أن الحواسيب الجديدة تختلف عن أسلافها بأنها تمتلك مميزات أكثر شبيهة بالحواسيب المحمولة التقليدية. فهي تتكون من مكونات الحاسوب المحمول التقليدي مجمّعةً ضمن هيكل قاعدي نحيف وخفيف أشبه بالموجود في الحاسوب اللوحي، لذلك هي تعد مثالا حقيقيا للتقارب التكنولوجي بين الصنفين.
عند استعمال حواسيب 2 في 1 يمكن التبديل بين الشكل التقليدي وشكل الحاسوب اللوحي بحسب الاستعمال، حيث يعتبر الوضع اللوحي (لوحة المفاتيح مخفية أو مفصولة) مناسباٌ لتصفح المحتوى بإشكاله المختلفة والقيام بالمهام العادية (غير الكثيفة) التي لا تحتاج إلى لوحة المفاتيح كثيرا، أما عند الحاجة إلى الكتابة أو استعمال لوحة المفاتيح بشكل أكبر، عندها فإن وضع الحاسوب المحمول التقليدي (لوحة المفاتيح ظاهرة أو متصلة) هو الأنسب.

## أشكال حاسوب 2 في 1

### 2 في 1 المتحوّل

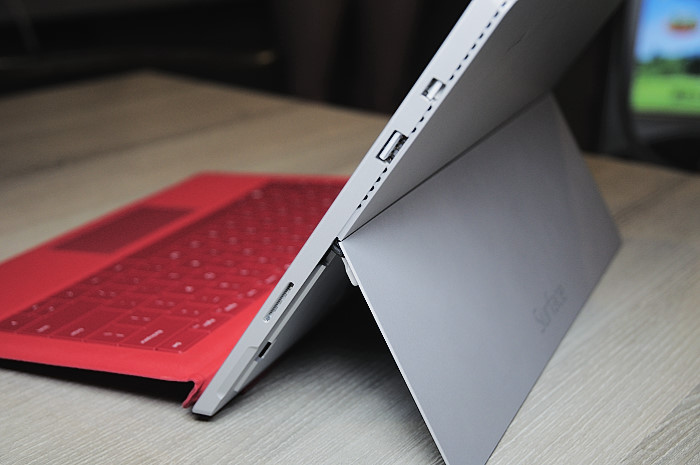
مايكروسوفت سارفيس برو3 Microsoft Surface Pro 3 حاسوب محمول مع مسند ولوحة مفاتيح قابلة للانفصال

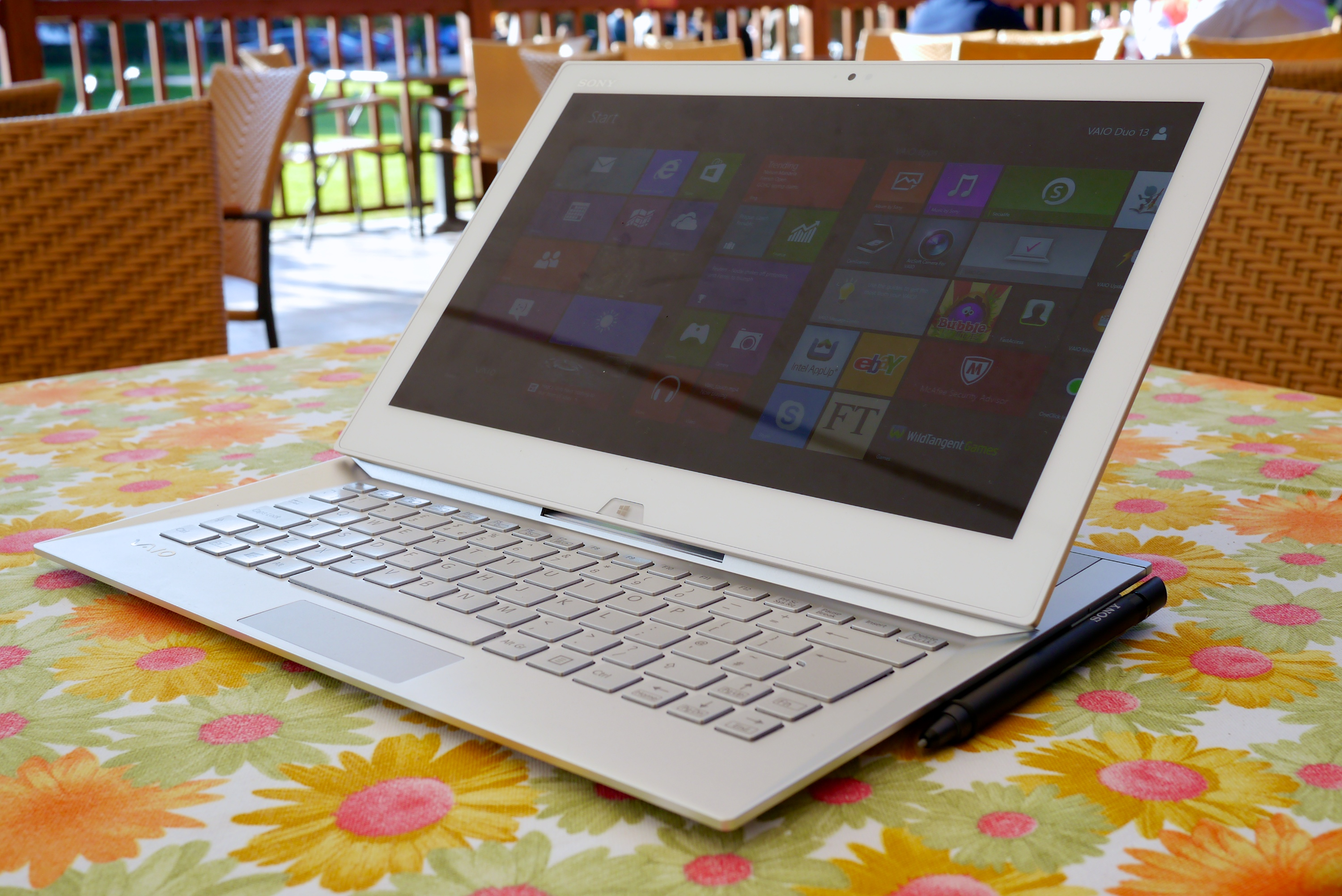
(سوني فايو دوو Sony VAIO Duo) مثال على حاسوب 2 في 1 متحوّل مع لوحة مفاتيح قابلة للإنزلاق.

2 في 1 المتحوّل، هي حواسيب لوحية لها إمكانية إخفاء لوحة المفاتيح (إما عن طريق لفها أو طيها أو انزلاقها) خلف الشاشة.
في معظم الأجهزة يتم ذلك بواسطة الفصاليات التي تربط بين الشاشة ولوحة المفاتيح، لكن على سبيل المثال جهاز مميز مثل «ديل إكس بي إس دوو» (بالإنجليزية: Dell XPS Duo)، فإن الشاشة فيه مثبتة ضمن إطار، ويمكنها أن تدور في مكانها لتصبح في الواجهة.

### 2 في 1 القابل للانفصال
2 في 1 القابل للانفصال، هي أجهزة حاسوب محمولة بلوحة مفاتيح قابلة للانفصال، إذا تم فصلها عن الشاشة يصبح الجهاز شبيها بالحاسوب اللوحي، أما عند وصلها مع الشاشة، يصبح أقرب إلى الحاسوب المحمول التقليدي، في هذه الحالة قد تستند الشاشة في وضعها القائم على الفصالية نفسها، أو كما في بعض الأجهزة تحتاج إلى دعامة خارجية حتى تستند عليها.
في معظم الأحيان، تأتي لوحة المفاتيح مع الجهاز عند شراءه، لكنها قد تعتبر أحيانا إضافة مُلحقة (إكسسوار) للجهاز، والهدف من ذلك تخفيض سعر الجهاز الابتدائي، في هذه الحالة قد يتم عرض لوحة المفاتيح ضمن الإعلانات المسوّقة للجهاز، أحد الأمثلة على ذلك، أجهزة سارفيس (بالإنجليزية: Surface) وسارفيس برو (بالإنجليزية: Surface Pro) التي تأتي جميعا بهذه الطريقة.
من ناحية أخرى، تتضمن لوحات المفاتيح في بعض هذه الأجهزة ميّزياتٍ إضافية، التي غالبا ما تكون لوحة لمس كما في جهاز أتش بي سبكتر إكس2 (بالإنجليزية: HP Spectre x2)، كذلك، بتضمن بعضها ميّزاتٍ أخرى كتلك الموجودة في قواعد الحواسيب المحمولة، مثل منافذ الإدخال والإخراج الإضافية، وربما بطاريات للدعم.

## الفرق بين حواسيب 2 في 1 وبين الحواسب المحمولة التقليدية واللوحية

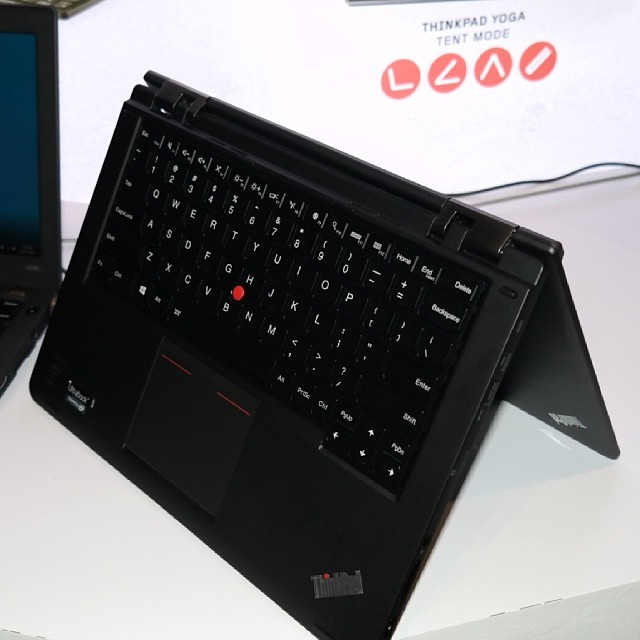
(ثينك باد يوجا ThinkPad Yoga) حاسوب بمفصل للدوران بـ 360°

إذا رغبنا في وضع حواسيب 2 في 1 في فئة معينة، فهي أقرب ما تكون إلى فئة الحواسيب اللوحية الهجينة أو المتحوّلة، لكنها تختلف عن حواسيب هذه الفئة بأنها تعمل بنظام تشغيل كامل الميّزات كالذي تعمل به الحواسيب المحمولة التقليدية، بالإضافة إلى منافذ الإدخال والإخراج كتلك الموجودة في الحواسيب المحمولة مثل منافذ يو اس بي (بالإنجليزية: USB) ومنفذ العرض، والعنصر الأبرز بينها هو لوحة المفاتيح، فهي توفّر للمستخدم طباعة سهلة ومريحة كتلك الموجودة تماما في الحواسيب المحمولة.
من ناحية أخرى، وعلى الرغم من أن هذه الأجهزة تختلف نوعا ما عن فئة الحواسيب المحمولة، الإ أنها تقارب في ميزاتها فئة أجهزة (ألترابوك Ultrabook)، بهيكل نحيف وخفيف ومعالج مركزي ذو كفاءة في استهلاك الطاقة، وبطارية بعمر طويل، وتختلف عنها، بوجود شاشة تعمل باللمس، وبوجود لوحة مفاتيح يمكن إخفاءها أو فصلها.

## أجهزة يجدر الإشارة لها

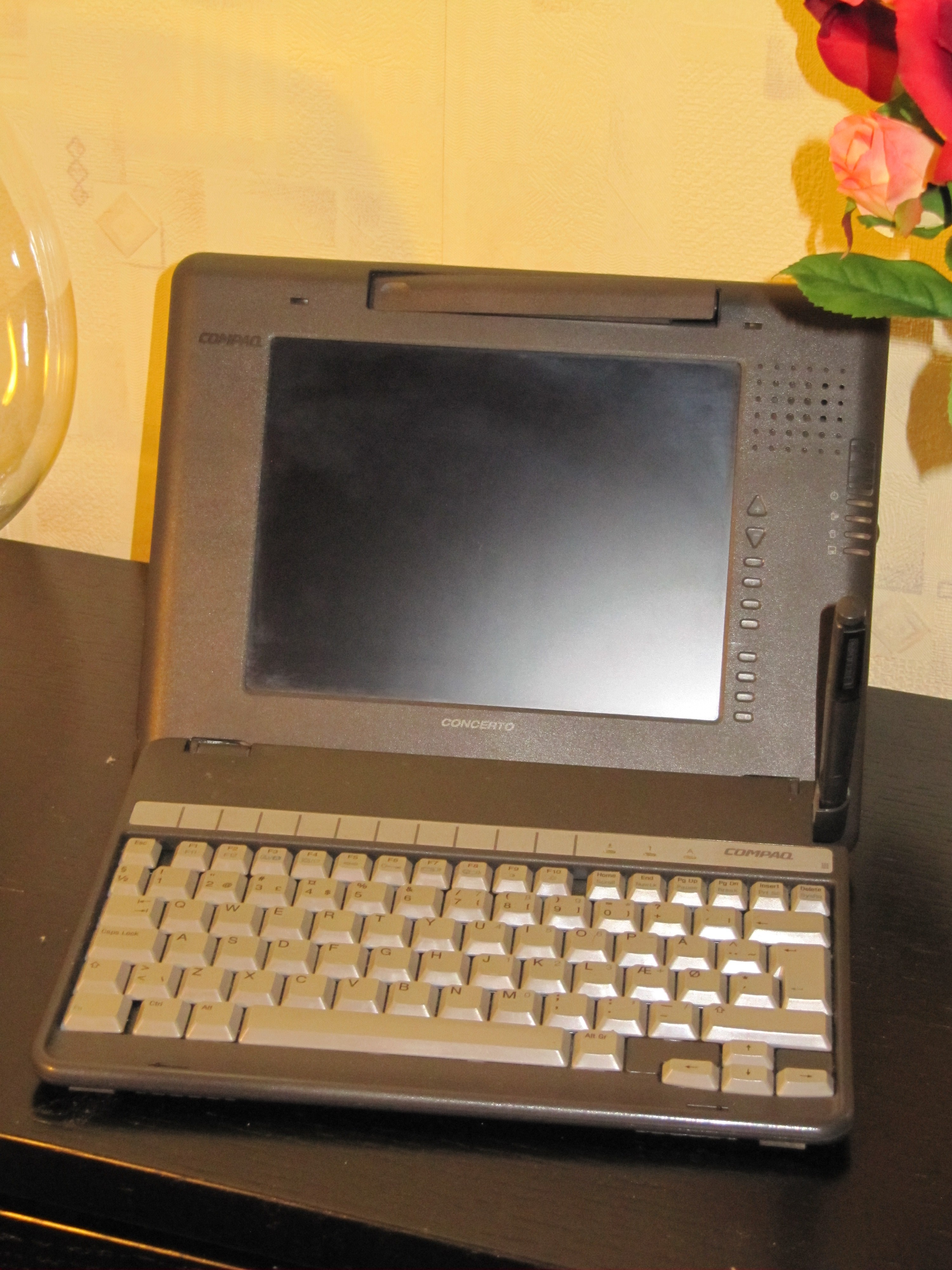
(كومباك كونكيرتو Compaq Concerto) أحد أول الأمثلة على حاسوب 2 في 1

أول جهاز يمكننا اعتباره جهاز 2 في 1 قابل للانفصال هو جهاز (كومباك كونكيرتو Compaq Concerto) من العام 1993، يأتي هذا الجهاز بنظام تشغيل ويندوز 3.1 مسبق التثبيت بالإضافة إلى مجموعة برامج تسمى ويندوز للقلم، تساعد في استعمال قلم الشاشة، كذلك يتضمن الجهاز لوحة مفاتيح قابلة للانفصال يمكن وصلها بواسطة كيبل، بالإضافة إلى قلم شاشة يعمل بالبطارية.
يجدر الإشارة إلى أن انتشار الاهتمام بحواسيب 2 في 1 لم يتحقق الإ بعد عقدين من الزمن، وذلك عندما قام الكثير من المُصنّعين بعرض بعض الأجهزة أطلقوا عليها حينها أجهزة هجينة في (معرض الإلكترونيات الاستهلاكية CES) عام 2011. بحلول ذلك العام كانت كلا من (باكارد بيل Packard Bell)، (آيسر Acer) و (اتش بي HP) كلها قد أصدرت أجهزة 2 في 1 بنظام مايكروسوفت ويندوز، الإ أنه في الواقع كانت شركة (لينوفو) أول من أطلق جهاز 2 في 1 وحصل على تقييم جيد، كان موديل الجهاز حينها هو (X220t) البديل لجهاز (ثينك باد إكس220 ThinkPadX220)، اشتمل الجهاز ذو 13 بوصة على قلم شاشة مضمّن مع جسم الجهاز المتين، مع شاشة متعددة اللمس ذات مفصل لللف والطي.
بدأت مايكروسوفت خط إنتاجها الخاص من أجهزة 2 في 1 مع سلسلة أجهزة سارفيس برو التي صدر أول جهاز منها في فبراير 2013. تضمن الجهاز شاشة 10.6 بوصة، معالج (إنتل كور إي5 Intel Core i5) بالإضافة إلى قلم شاشة احترافي ولوحة مففاتيح قابلة للانفصال التي تعتبر طبقة مضاعفة، كحمايةً للشاشة، في العام 2015 أطلقت سلسلة (سارفيس بوك Surface Book) الشبيهة بسلسلة سارفيس برو مع لوحة مفاتيح قابلة للانفصال وقلم شاشة موديل سارفيس.
دخلت سامسونج سوق أجهزة 2 في 1 مع إصدار جهاز (سامسونج جلاكسي تاب برو أس Samsung Galaxy TabPro S) والذي تم إطلاقه في مارس 2016، اشتمل الجهاز على شاشة 13 بوصة، (معالج إنتل كور إم3 Intel Core m3)، ومن الإضافات الأسياسية لوحة مفاتيح قابلة للإتصال، وقلم (تاب برو TabPro). بعد ذلك جاء (جلاكسي بوك Galaxy Book) خليفةً للجهاز السابق، والذي تم إطلاقه فبراير عام 2017، يأتي هذا الجهاز بموديلين، موديل بشاشة 10.6 بوصة وموديل بشاشة 12 بوصة، يمتلك الجهاز لوحة مفاتيح مطوّرة قابلة للانفصال وقلم موديل (S إس).
دخلت شركة جوجل سوق أجهزة 2 في 1 بعد إعلانها عن جهاز (بيكسل سليت Pixel Slate) في أكتوبر 2018. يعمل الجهاز بنظام (كروم أو أس Chrome OS)، ويمتلك شاشة 12.3 بوصة، ومنفذين نوع سي لكن بدون مقبس سماعة الرأس، أما لوحة المفاتيح موديل (بيكسل) والقلم موديل (بيسكل بوك) فهي تُباع بشكل منفصل.
وبالحديث عن شركة أبل، فعلى الرغم من أن جهاز (آي باد برو iPad Pro) يمتلك لوحة مفاتيح ذكية (اختيارية) وقلم أبل (كإكسسوار) إضافي الإ أنها إلى الآن لم تصدر أي جهاز حاسوب يمكن أن يعتبر بحق حاسوب 2 في 1. المرجع في نص الاقتباس بالأسفل.
أخيرا يجدر الإشارة إلى أنه من العام 2012 بدأت الكثير من شركات الحاسوب المحمولة البارزة مثل ديل أسوس وسوني بإصدار أجهزتها الخاصة من 2 في 1.

## إنتقاد حاسوب 2 في 1
في أبريل من العام 2012، قام المدير التنفيدي لشركة أبل «تيم كوك» بالإجابة على سؤال موجه له من قبل باحث يُدعى أنتوني سكانهاي، كان سؤاله حول احتمالية إصدار جهاز هجين بين آي باد و (ماك بوك MacBook)، ردّ عليه تيم حينها بإن شبّه أجهزة 2 في 1 بالذي يصنع منتجاً يجمع ما بين محمّصة الخبز والثلاجة وبالنهاية لا يُعجب أحداً.
| «                                    | أعتقد يا توني، أنه يمكن أن نجبر أي شيء على التقارب مع شيء آخر، لكن هذه المنتج الجديد سيكون على حساب مقايضة المميزات بينهما، سنبدأ بعمل المقايضات إلى أن نصل إلى نقطة ما في النهاية، ما تبقى منها لن يعجب أحداً، يمكنك عمل تقريب بين محمّصة الخبز والثلاجة، الأ أن نتيجة هذه الأشياء غالبا لن تكون مرغوبة من قبل المستخدم... أنت لن ترغب بوضع هذه الأشياء معاً لأنك ستصل بالنهاية إلى عمل تسوية بينهما ولن تُرضي بذلك أي مستخدم، بعض النّاس سيفضّل امتلاك الإثنين وهذا عظيم أيضا. لكن أعتقد أنه لابد من تنازلات من أجل التقارب، لذلك نحن لن نذهب لذلك الطرف، الآخرون ربما يذهبون، الآخرون ربما من وجهة نظر دفاعية على وجه الخصوص، لكن نحن سنشترك في كليهما. | » |
| — تيم كوك، المدير التنفيذي لشركة أبل | |   |

أجهزة 2 في 1 معتمدة بشكل أساسي على ويندوز 8، 8.1 و10، بالإضافة إلى نظام كروم أو أس. هناك بعض توزيعات لينكس المختلفة التي تدعم ميّزات اللمس في أجهزة 2 في 1 الإ أنها بشكل عام غير معتمدة من قبل موردين القطع والأجهزة.